# Costa Rica-i küllő
A Costa Rica-i küllő (Melanerpes chrysauchen) a madarak (Aves) osztályának harkályalakúak (Piciformes) rendjébe, ezen belül a harkályfélék (Picidae) családjába tartozó faj.

## Előfordulása
Costa Rica délnyugati és Panama nyugati részén honos.